# Ronda (Illano)
Ronda (A Ronda en asturiano y oficialmente) es una parroquia y una aldea del concejo de Illano en la comarca del Eo-Navia, Principado de Asturias, España.

## Geografía
Situada aneja a la de La Ronda de Boal, donde se encuentra la cabecera. Ocupa el área noroccidental del concejo, con una extensión de 15,6 km². En 2022 contaba con 14 habitantes y dos núcleos de población.
- El Pato. Al norte de la parroquia. Contaba con 14 habitantes en 2002.[4]
- Silvarelle (Silvareye[2]). Está deshabitado desde el año 2013. Está situado al noroeste de la parroquia sobre una ladera a 700 m de altitud y a 15 km de Eilao, la capital del concejo.

Las medias altitudinales rondan los 700 m, siendo los ríos Zaranceira y el Baixada los cauces fluviales que discurren de sur a norte por el territorio parroquial.

## Demografía
Según los últimos datos recogidos del año 2022, Ronda cuenta con una población de 14 habitantes (9 hombres y 5 mujeres).   
A continuación, se muestra la evolución demográfica desde el año 2000:  
| Gráfica de evolución demográfica de Ronda entre 2000 y 2022                              |
|                                                                                          |
| Fuente: Instituto Nacional de Estadística de España - Elaboración gráfica por Wikipedia. |